# Dům U zlaté hrušky (Olomouc)
Dům U zlaté hrušky v Olomouci se nacházel v Riegrově ulici 14, č.p. 377. Původně byl znám jako hostinec, posléze jako hotel. V sále hotelu se konala různá představení, např. varietní představení s kinematografem v roce 1896. Po požáru v roce 1906 byl hotel přejmenován na hotel Post a později na hotel Morava.